# William Stapley
William John Stapley (* zwischen Januar und März 1887 in Southborough, Kent; † 19. Januar 1964 in Brixham) war ein englischer Amateurfußballspieler.
Stapley begann seine Karriere bei Dulwich Hamlet. Danach schloss er sich West Ham United an, kam dort jedoch nicht zum Einsatz. Im Jahr 1908 wechselte er zusammen mit seinem Bruder Harry zu Glossop North End. Er bestritt 120 Spiele für Glossop und erzielte ein Tor.
Von 1911 bis 1914 absolvierte er sechs Länderspiele für die englische Nationalmannschaft der Amateure.